# Brigitte Rohde
Brigitte Rohde (Prenzlau, 8 oktober 1954) is een Oost-Duits atlete.

## Biografie
Rohde won tijdens de Olympische Zomerspelen van 1976 de gouden medaille op de 4 × 400m estafette in een wereldrecord.

## Titels
- Europees kampioen 4 x 400 m - 1974
- Olympisch kampioen 4 x 400 m - 1976

## Persoonlijke records
| Onderdeel    | Prestatie | Plaats   | Jaar              |
| ------------ | --------- | -------- | ----------------- |
| 400 m        | 50,26     | Split    | 01 mei 1976       |
| 400 m horden | 55,46     | Praag    | 02 september 1978 |
| 4x400 m      | 3.19,23 s | Montreal | 31 juli 1976      |

## Palmares

### 400 m
- 1974: 3e HF1 EK - 55,46 s

### 400 m horden
- 1978: 4e EK - 52,95 s

### 4 x 400 m
- 1974:  EK 3.25,20
- 1976:  OS - 3.19,23 WR

1972: Käsling, Kühne, Seidler, Zehrt ·
1976: Maletzki, Rohde, Streidt, Brehmer ·
1980: Prorotsjenko, Gojsjtsjik, Zjoeskova, Nazarova ·
1984: Leatherwood, Howard, Brisco-Hooks, Cheeseborough ·
1988: Ledovskaja, Nazarova, Pinigina, Bryzgina ·
1992: Roezina, Dzjigalova, Nazarova, Bryzgina ·
1996: Stevens, Malone, Graham, Miles ·
2000: Miles Clark, Hennagan, Colander, Anderson ·
2004: Trotter, Henderson, Richards, Hennagan ·
2008: Wineberg, Felix, Henderson, Richards ·
2012: Trotter, Felix, McCorory, Richards-Ross ·
2016: Okolo, Hastings, Francis, Felix ·
2020: McLaughlin, Felix, Muhammad, Mu ·
2024: Little, McLaughlin-Levrone, Thomas, Holmes
- World Athletics: 14357775